# Bärenbach (près Kirn)
Pour les articles homonymes, voir Bärenbach.
Bärenbach est une municipalité allemande située dans le land de Rhénanie-Palatinat et l'arrondissement de Bad Kreuznach.